# Ruprechtia aperta
Ruprechtia aperta är en slideväxtart som beskrevs av Pendry. Ruprechtia aperta ingår i släktet Ruprechtia och familjen slideväxter. Inga underarter finns listade i Catalogue of Life.